# Alfred Kühtmann
Alfred Kühtmann (* 24. März 1847 in Bremen; † 12. Januar 1931 in Bremen) war ein deutscher Rechtsanwalt, Notar und Rechtswissenschaftler.

## Biografie
Kühtmann war der Sohn eines Kaufmanns. Sein Onkel war der Buchhändler Johann Christian Kühtmann. In der Jugend wohnte er auch auf Gut Grolland. Er absolvierte das Alte Gymnasium und studierte Rechtswissenschaften an der Universität Würzburg, der Universität Heidelberg und der Universität Berlin. In Heidelberg promovierte er zum Dr. jur. Bei Siegfried Brie hatte er 1869/70 seine Kenntnisse in der Rechtsgeschichte erworben und bei Emil Herrmann im Kirchenrecht.
In Bremen wurde er 1872 Rechtsanwalt und 1878 Notar. Er war Mitglied in der Historischen Gesellschaft und bis 1913 im Vorstand tätig und zudem im Bremer Tierschutz-Verein. Bedeutung erlangten seine rechtsgeschichtlichen Arbeiten mit rechtsphilosophischen Themen.
In der Historischen Gesellschaft berichtete er unter anderem 1874/75 über die Bremische Kirchenordnung von 1534 und später über Neuere Arbeiten zur Geschichte der Stadtverfassung, besonders die sog. Marktrechtstheorie.
Kühtmann schrieb anfänglich drei kirchenrechtliche Abhandlungen und danach vier Abhandlungen zur Rechtsgeschichte. Er verfasste weitere Aufsätze zur politischen und kulturellen Geschichte sowie Biografien und viele Rezensionen. Die bedeutende Schaffensperiode Kühtmanns lag dabei zwischen 1890 und 1910, als er die Rechtsgeschichte behandelte. Er war beteiligt an der Verfassung des 1912 von der Historischen Gesellschaft Bremen herausgegebenen Werkes Bremische Biographien des neunzehnten Jahrhunderts.

## Werke (Auswahl)
- Bremische Kirchenordnung von 1534. In: Bremisches Jahrbuch, Band 8, Bremen 1876.
- Der Nicolaische Kirchenstreit, die Rechte der Domgemeinde betreffend, zwischen dem bremischen Rath und den Diakonen des Doms. In: Bremisches Jahrbuch, Band 11, Bremen 1880.
- Geistliches Recht und geistliche Gerichtsbarkeit in Bremen. In: Bremisches Jahrbuch, Band 14, Bremen 1888.
- Die Romanisierung des Civilprozesses in der Stadt Bremen. In: Otto Gierke: Untersuchungen zur Deutschen Staats- und Rechtsgeschichte, Heft 36, 1891.
- Geschichte der bremischen Stadtvogtei. In: Gierke: Untersuchungen zur Deutschen Staats- und Rechtsgeschichte, Heft 62, 1900. Siehe auch Bremisches Jahrbuch, Band 20, S. 188 ff, Bremen 1902.
- Burchard Lösekanne und Statius Speckhahn, In: Bremisches Jahrbuch, Band 12, S. 33 ff und S. 55 ff, Bremen 1883.
- Bremen und die französische Revolution. In: Bremisches Jahrbuch, Band 15, S. 200 ff, Bremen 1889.
- Die Statuta reformata und der Codex glossatus. In: Bremisches Jahrbuch, Band 16, S. 97 ff, Bremen 1892.
- Eine neue Beurteilung des Vassmerschen Prozess (1430). In: Bremisches Jahrbuch, Band 18, S. 116 ff, Bremen 1896.
- Geschichtliche Skizze der Auflassung in Bremen seit 1541. In: Bremisches Jahrbuch, Band 22, S. 180 ff, Bremen 1909.
- Maine de Biran. Ein Beitrag zur Geschichte der Metaphysik und der Phsychologie des Willens. 1901.
- Abhandlungen zur  Philosophie und ihrer Geschichte. Falckenberg, 1911.
- Zur Geschichte des Terminismus. Leipzig, 1911. (K10 plus)
- Bremische Biographie des neunzehnten Jahrhunderts: Biografien u. a. von Berck, C.H. Gildemeister, H.G. Heineken, Albert Hermann Post, Thumsener. Hg.: Historische Gesellschaft Bremen, Bremen 1912.